# アクタ西宮
アクタ西宮（アクタにしのみや、英：ACTA NISHINOMIYA）は、兵庫県西宮市の、阪急神戸本線・西宮北口駅北東側にある再開発ビル。
開業は2001年（平成13年）4月20日。名称は「Active Town西宮」からきている。

## 概要
元々この辺りは、駅前商店街、公設市場（北口市場、新北口市場）など約230店が建ち並ぶ、古くからの商業地であった。ところが、1995年（平成7年）1月17日未明に発生した阪神・淡路大震災により軒並み壊滅的な打撃を受けた。そこで、阪急電鉄西宮車庫の土地の一部を一時的に借り受け、1997年（平成9年）8月22日に仮設店舗「ポンテリカ北口」（鉄骨3階建て延べ床面積7,000m2）を開設、約50店が入居して営業を再開した。それと並行して震災前は停滞していた再開発事業の協議も改めて進められ、都市計画決定から約6年、工事着工から約3年を掛けて2001年（平成13年）4月20日に開業した。このアクタ西宮の開業後、かねてからの懸案事項だった西宮北口駅南北間アンダーパスが完成し、大型車の通行が困難だった同駅前の道路事情が大幅に改善された。
しかし、震災前に存在した店舗の多くが物件を賃貸していたテナントであり、そうした店舗は新たに資金を用意して再開発ビルのフロアを購入する必要があった。また、共益費なども高額であったため、震災前の約230店のうち、当初入居を希望した店舗は約150店舗、開業時点で入居したのは約70店舗、地権者で残ったのは僅か31名に留まった。さらに、2008年（平成20年）11月26日、西宮北口駅を挟んだ反対側に「阪急西宮ガーデンズ」が開業すると、当地区の買い物客を奪われて苦境に陥ることになった。
2004年（平成16年）6月27日に東館の4階からの下りエスカレーターで幼児が約10m下の2階フロアに転落し死亡する事故が発生している。

## 施設概要
阪急今津線宝塚行きホーム東側に隣接しており、WEST棟とEAST棟の二棟構成となっている。
- WEST棟には低層階に旧商店街・旧公設市場時代の商店や飲食店、中層階にニトリ、キャンドゥ、ジュンク堂書店、西宮市北口保健福祉センター、西宮市消費生活センター、高層階に主に震災前の地権者との等価交換によるUR賃貸住宅が入っている。嘗ては、3階に無印良品が入居していたが、2023年9月30日に閉店した。
- EAST棟にはWEST棟同様に低層階に旧商店街・旧公設市場の商店やコープこうべ、中層階にアカチャンホンポ、セリア、四谷学院、西宮市立北口図書館、西宮市立北口ギャラリー、西宮市大学交流センター、高層階にUR賃貸住宅が入っている。また、当初は南端（バスロータリー手前）に大型カラービジョンを設置していたが、このディスプレー部分は現在埋められており単なるデコレーションと化している。
- EAST棟2階の中央ひろばでは不定期で催事が行われるほか、週末に演奏家を招いて「アクタステージ」（以前は「ウイークエンドコンサート」と称していた）というコンサートを行うことがある。また2020年6月には中央ひろばに西宮市内では初めてとなるストリートピアノを設置し、自由に演奏ができるようになっている。[9]

開業 - 2001年（平成13年）4月
- WEST棟
  - 敷地面積 - 約7,700m2
  - 延床面積 - 約52,700m2
  - 構造 - SRC地下2階・地上18階建
  - 主なテナント
    - ジュンク堂書店
    - ニトリ
    - 西宮市北口保健福祉センター
    - 西宮市消費生活センター
    - 西宮市北口市民サービスセンター

  - エスカレータ、エレベーターは日本オーチス・エレベータ製。
- EAST棟
  - 敷地面積 - 約8,700m2
  - 延床面積 - 約63,000m2
  - 構造― SRC地下2階・地上18階建
  - 主なテナント
    - コープこうべ
    - アカチャンホンポ
    - セリア
    - 四谷学院
    - 西宮市大学交流センター
    - 西宮市立北口ギャラリー
    - 西宮市立北口図書館

  - エスカレータ、エレベーターは東芝エレベータ製。

## 所在地
- 兵庫県西宮市北口町1番・2番

## 脚註
1. 1 2 3 4  『週刊東洋経済 臨時増刊 全国大型小売店総覧 2007年版』 東洋経済新報社、2007年。
2. 1 2 3 4 5 6 7 8 9 10  “西宮の震災復興ビル開業、新開地の「聚楽館」復活” 神戸新聞 (神戸新聞社). (2001年4月20日)
3. 1 2 3 4 5 6  斉藤絵美(2014年10月26日). “まち光陰 西宮北口の記憶（2）選択  再開発ビル もがく店主ら”. 神戸新聞 (神戸新聞社)
4. ↑  『仮店舗』を逆から読んだ言葉。
5. ↑  田中道雄 『検証テーマ 商店街・小売市場の活性化』 p.95 Archived 2014年5月18日, at the Wayback Machine. （2014.5.18閲覧）
6. ↑  “西宮北口の今昔”.   西宮流 (2023年5月19日). 2023年5月22日閲覧。
7. ↑  “阪急西宮ガーデンズがオープン 開店前から列”. 朝日新聞 (朝日新聞社). (2008年11月26日)
8. ↑  不明 (2004). “ニュース：エスカレーターの手すりから男児が転落死　吹き抜けへの転落防止策は未整備”. 日経アーキテクチュア 2004/07/12号:  46ページ.
9. ↑  “西宮市内初のストリートピアノ　美しい音色に拍手 | おでかけトピック | 兵庫おでかけプラス | 神戸新聞NEXT”. www.kobe-np.co.jp. 2021年8月28日閲覧。